# 德国重巡洋舰列表

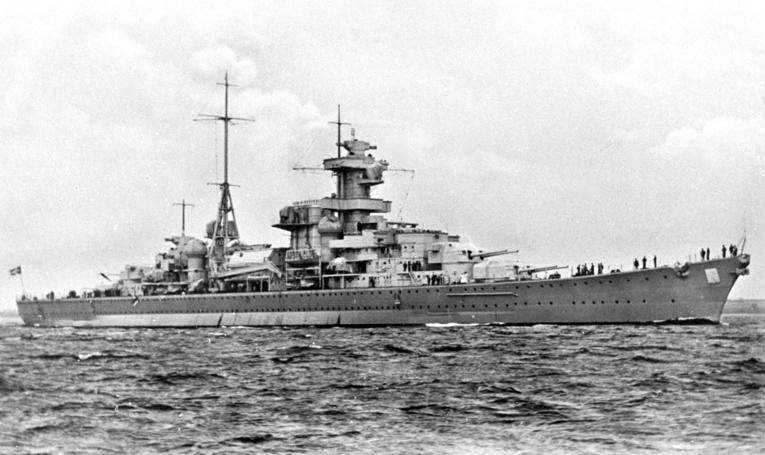
海试中的布吕歇尔号

德国重巡洋舰列表记录德国海军从1920年代至1945年间建造、计划的一系列重巡洋舰。德国海军——魏玛德国海军和后来的納粹德國海軍——从1920年代末开始建造或计划一系列重巡洋舰，最初被归类为“装甲舰”（Panzerschiffe）。在此期间，德国海军先后推出四种不同的设计方案——德国级、D级、P级和希佩尔将军级，总共有22艘舰只。然而最终只建造完成3艘德国级和5艘希佩尔将军级中的3艘。
终结第一次世界大战的《凡尔赛条约》，其条款将德国战舰的排水量限制在10,000長噸（10,160公噸）。而战后依照这一限制设计的第一批舰只——德国级，设计于1920年代后期，通常被称为“袖珍战列舰”。设计部门采用一系列的创新方案来减轻重量，包括大量使用焊接结构和采用柴油发动机。1934年，“德国”级的改进版本D级也被提上日程。然而在不断升级设计要求以因应法国敦刻尔克级战列舰的情况下，D级方案最终被替换为两艘沙恩霍斯特级战列舰。
1937年，德国海军又提出一个改进的装甲舰的计划——P级。最初打算包括12艘舰只，P级是埃里希·雷德尔海军元帅的Z计划舰队的核心组成部分，而Z计划则是为了对抗英国的破交作战而拟定的。Z计划后续版本重新将P级舰只的规划数量减少到8艘，并最终将她们全部删除，进而于1939年以新设计的O级战列巡洋舰取而代之。希佩尔将军级的5艘舰只是根据1935年签署的《英德海军协定》条款授权开建的，该条款允许德国建造的重巡洋舰总吨位不超过50,000長噸（51,000公噸）。1939年9月第二次世界大战爆发时该级舰艇只有3艘完工，最后两艘的建造工程就此搁置。
德国海军总共建成6艘重巡洋舰，所有这些舰只都在各个舰队任务中有着广泛的活跃。在1936年至1938年的西班牙内战期间，3艘德国级舰只参与几次不干涉巡逻任务。第二次世界大战期间，大多数重巡洋舰被用作商业航线侵袭活动，其中舍尔将军号无疑是最成功的。施佩伯爵将军号在拉普拉塔河口海战后自沉。在德国入侵丹麦和挪威的威悉演习行动中，也就是加入舰队仅仅四天后，布吕歇尔号就被挪威海岸的炮兵击沉。塞得利茨号是两艘尚未完工的希佩尔将军级舰只中的一艘，军方曾打算将其改造成一艘航空母舰，不过改建工程一直没有完成。另一艘未完工的舰只吕佐夫号被卖给苏联，并参与保卫列宁格勒的作战。德国号（后改名为吕佐夫号）、舍尔将军号和希佩尔将军号都在战争末期被英国轰炸机摧毁，只有欧根亲王号幸存。欧根亲王号最终被割让给美国海军作为战利舰，并被用于比基尼环礁的核试验。
| 武装     | 主要武器的数量和类型                       |
| 装甲     | 主装甲的厚度                               |
| 排水量   | 战斗满载排水量                             |
| 推进器   | 轴的数量、推进系统的类型和可提供的最高航速 |
| 成本     | 造舰费用                                   |
| 服役     | 舰只开建和结束建造的日期以及其最终结局     |
| 龙骨敷设 | 开始敷设龙骨的日期                         |
| 下水     | 舰只下水的日期                             |
| 交付日期 | 舰只交付使用的日期                         |
| 结局     | 舰只最终结局（例如沉没、拆解）             |

## 德国级

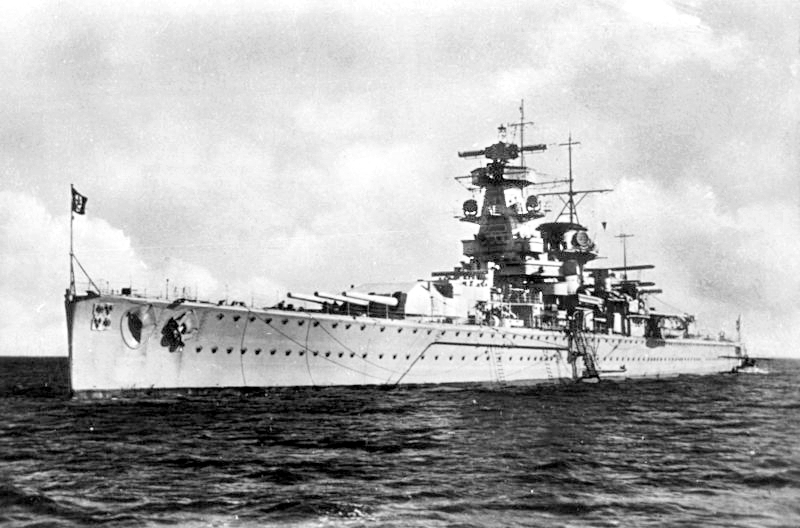
1936年的施佩伯爵将军号

3艘德国级舰只最初是以“装甲舰”的名义下订，其设计方案为了满足《凡尔赛条约》对德国海军的限制。该条约限制大型德国舰只排水量为10,000長噸（10,160公噸），但没有限制主炮的口徑。德国海军设计者在计划中加入多项创新，包括广泛使用焊接和全柴油推进，这节省重量和允许更重的主要武器和装甲。尽管如此，这些舰只还是超过重量限制几千吨，不过德国海军声称这些舰只都在限制范围之内。本级舰只共3艘，德国号、舍尔将军号和施佩伯爵将军号，建于1929年至1936年间。由于在建造过程中，设计方案发生变化，导致每艘舰的特性略有不同。

由于其重型武器装备，通常被称为“袖珍战列舰”，3舰都在1936年至1938年的西班牙内战期间参加不干涉巡逻。她们在第二次世界大战早期还曾充当商业运输掠袭的角色。1939年12月17日，拉普拉塔河口海战结束之后，施佩伯爵将军号迫于外交压力在蒙得维的亚城外自沉。德国号在北大西洋进行一次巡航，但没有取得重大成功。之后她返回德国并更名为吕佐夫号。1940年2月，吕佐夫号和舍尔将军号被重新划分为重巡洋舰。之后吕佐夫号参加威瑟演习行动，行动中她被挪威海岸炮兵和英国潜艇发射的鱼雷重创。修理完毕后，她被派往已经占领的挪威，重点威胁盟军驶往苏联的物资船队。在那里，她与刚完成由水面部队所发动的最成功的巡航袭击的舍尔将军号会合。1943年底，两舰最终返回德国海域，在战争的最后几周被英国轰炸机击沉。吕佐夫号最后被苏联海军重新打捞出水，并在1947年7月作为靶舰击沉。
| 舰名                        | 武装                    | 装甲          | 排水量                   | 推进器                                                                                     | 成本               | 服役          | 服役          | 服役           | 服役                          |
| 舰名                        | 武装                    | 装甲          | 排水量                   | 推进器                                                                                     | 成本               | 龙骨敷设      | 下水          | 交付日期       | 结局                          |
| --------------------------- | ----------------------- | ------------- | ------------------------ | ------------------------------------------------------------------------------------------ | ------------------ | ------------- | ------------- | -------------- | ----------------------------- |
| 德国号 （后更名为吕佐夫号） | 6门280毫米SK C/28型舰炮 | 80（3.1英寸） | 14,290長噸（14,519公噸） | 2轴，8台双冲程柴油发动机，28節（52每小時；32英里每小時），48,000匹指示馬力（36,000千瓦特） | 80,000,000帝国马克 | 1929年2月5日  | 1931年5月19日 | 1933年4月1日   | 1947年7月在苏联武器试验中沉没 |
| 舍尔将军号                  | 6门280毫米SK C/28型舰炮 | 80（3.1英寸） | 15,180長噸（15,424公噸） | 2轴，8台双冲程柴油发动机，28節（52每小時；32英里每小時），52,000匹指示馬力（39,000千瓦特） | 90,000,000帝国马克 | 1931年6月25日 | 1933年4月1日  | 1934年11月12日 | 1945年4月9日沉没，拆解        |
| 施佩伯爵将军号              | 6门280毫米SK C/28型舰炮 | 80（3.1英寸） | 16,020長噸（16,277公噸） | 2轴，8台双冲程柴油发动机，28節（52每小時；32英里每小時），54,000匹指示馬力（40,000千瓦特） | 82,000,000帝国马克 | 1932年10月1日 | 1934年6月30日 | 1936年1月6日   | 1939年12月17日自沉            |

## D级

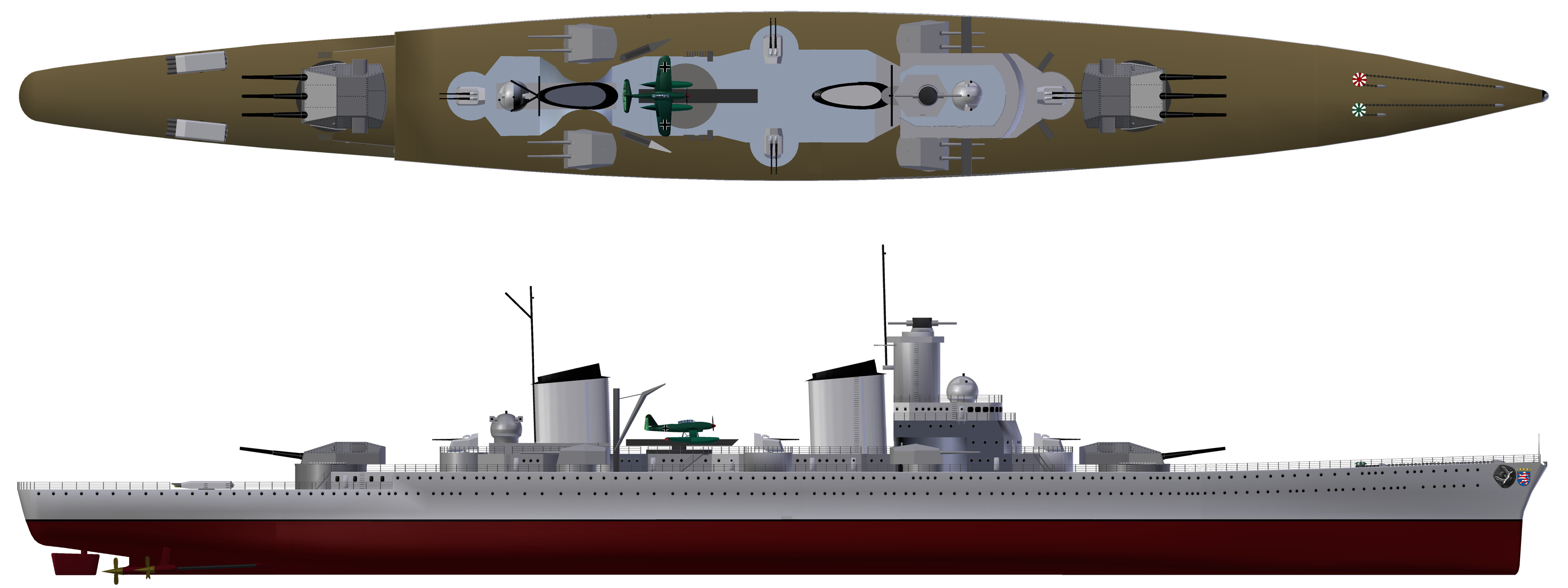
D级设计案的CG渲染图

1933年，德国独裁者阿道夫·希特勒批准德国海军订购改良版的德国级装甲舰。这一方案是为了应对法国新的海军建设计划而出现。该设计案的舰只排水量增加到20,000長噸（20,321公噸），但希特勒只允许增加装甲，而不希望增加舰上的主炮数量。两艘舰只中只有一艘开建，但在安放龙骨后不到五个月，项目就被取消。这是为了对抗法国新建的敦刻尔克级战列舰，舰体尺寸需要进一步扩大并安装第三座三联装炮塔。最终这两艘舰只的建造合同被两艘沙恩霍斯特级战列舰取代。
| 舰名 | 武装               | 装甲           | 排水量                   | 推进器                                   | 成本 | 服役          | 服役 | 服役     | 服役                                   |
| 舰名 | 武装               | 装甲           | 排水量                   | 推进器                                   | 成本 | 龙骨敷设      | 下水 | 交付日期 | 结局                                   |
| ---- | ------------------ | -------------- | ------------------------ | ---------------------------------------- | ---- | ------------- | ---- | -------- | -------------------------------------- |
| D舰  | 6门280毫米口径舰炮 | 220（8.7英寸） | 20,000長噸（20,321公噸） | 涡轮推进，29節（54每小時；33英里每小時） | ー   | 1934年2月14日 | ー   | ー       | 建造工程于1934年7月5日停止，之后被拆解 |
| E舰  | 6门280毫米口径舰炮 | 220（8.7英寸） | 20,000長噸（20,321公噸） | 涡轮推进，29節（54每小時；33英里每小時） | ー   | ー            | ー   | ー       | 建造工程尚未开始就被取消               |

## P级
1937年正式批准建造12艘P级装甲舰。设计工作也从当年开始，一直持续到1939年。期间至少有9种设计草案被提出。最终的设计方案装备有6门280（11英寸）速射炮，安装在两座三联装炮塔中，布局和动力方案都与之前的德国级相似。这批舰只被定义为“装甲舰”，以装甲舰首字母“P”分别定名为P1至P12。本级是对之前计划中的D级装甲舰的改进设计案，后者在1934年被取消。新的设计方案较此前的航速更快和排水量更重，动力部分回归到柴油动力推进，而这也大大增加作战半径。这些舰只是海军提交的Z计划原始版本的一部分，也是埃里希·雷德尔海军元帅对英国发动远洋破交作战的主要组成部分。修订后的Z计划将该级舰只的计划建造数量减少到8艘，最终在工程开始前将她们全部删除，取而代之的是3艘O级战列巡洋舰。
| 舰名    | 武装               | 装甲           | 排水量                   | 推进器                                        | 成本 | 服役     | 服役 | 服役     | 服役                  |
| 舰名    | 武装               | 装甲           | 排水量                   | 推进器                                        | 成本 | 龙骨敷设 | 下水 | 交付日期 | 结局                  |
| ------- | ------------------ | -------------- | ------------------------ | --------------------------------------------- | ---- | -------- | ---- | -------- | --------------------- |
| P1至P12 | 6门280毫米口径舰炮 | 120（4.7英寸） | 25,689長噸（26,101公噸） | 12台柴油发动机,33節（61每小時；38英里每小時） | ー   | ー       | ー   | ー       | 1939年7月27日计划取消 |

## 希佩尔将军级

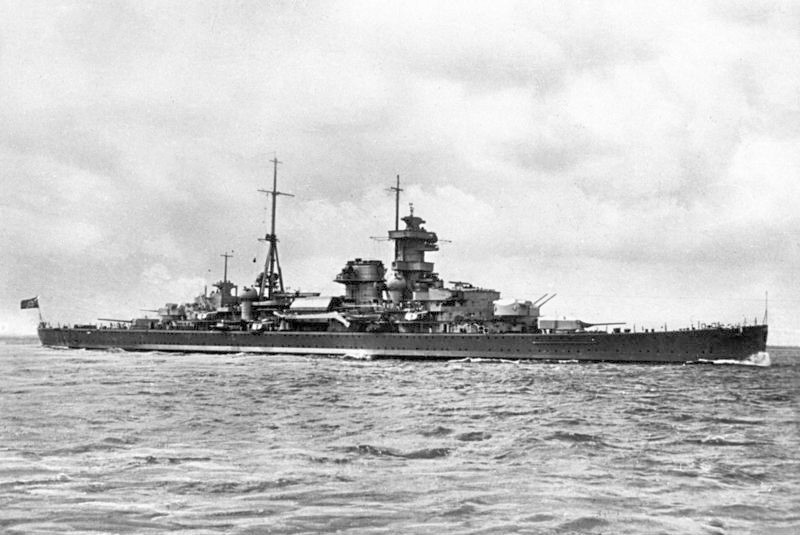
试航中的希佩尔将军号

希佩尔将军级巡洋舰是德国海军建造的最后一批重巡洋舰。设计案在1934年至1936年间形成，当时德国正在与英国就《英德海军协定》进行谈判。该条约于1935年签署，允许德国建造总吨位不超过50,000長噸（51,000公噸）的重巡洋舰，足以建造5艘10,000長噸（10,000公噸）的舰只。5舰中，只有希佩尔将军号、布吕歇尔号和欧根亲王号建造完成。塞得利茨号只完成95%的建造工程，当时决定将她改造成一艘航空母舰。然而，改装工作还没有完成，该舰就被割让给苏联，并最终拆解。1940年，吕佐夫号卖给苏联并改名为彼得罗巴甫洛夫斯克号（俄语：Петропавловск）。德国入侵苏联期间，该舰协助保卫列宁格勒时，被德国俯冲轰炸机的攻击下倾覆。在这之后，该舰被捞起，经过修理后一直服役到1950年代后期。最终在1958年至1959年间或1960年拆解。
希佩尔将军号和布吕歇尔号都参加对挪威的入侵行动，后者不幸于奥斯陆外港被挪威海岸炮兵击沉。行动结束后，希佩尔将军号两次出动进入北大西洋袭击商船。欧根亲王号在俾斯麦号战列舰率领下参加丹麦海峡海战，并亲眼目睹英国皇家海军胡德号战列巡洋舰的覆灭。俾斯麦号也在随后的战斗中沉没，但欧根亲王号成功返回到港口。在1942年的瑟布鲁斯行动之后，她与在挪威的希佩尔将军号合流。然而到达后，欧根亲王号就被一艘英国潜艇发射的鱼雷击中，因此需要在德国进行修理。1942年底，希佩尔将军号在巴伦支海海战参加战斗。此后两舰都返回德国，并于1945年在波罗的海执行任务。希佩尔将军号的船员在遭受英國皇家空軍轰炸机的重创后选择自沉。欧根亲王号则在战后幸存下来，并被转给美国海军作为战利品。1946年，美国海军在比基尼环礁进行两次原子弹试验后自沉该舰。
| 舰名         | 武装                    | 装甲          | 排水量                   | 推进器                                                                                         | 成本                | 服役           | 服役          | 服役          | 服役                                     |
| 舰名         | 武装                    | 装甲          | 排水量                   | 推进器                                                                                         | 成本                | 龙骨敷设       | 下水          | 交付日期      | 结局                                     |
| ------------ | ----------------------- | ------------- | ------------------------ | ---------------------------------------------------------------------------------------------- | ------------------- | -------------- | ------------- | ------------- | ---------------------------------------- |
| 希佩尔将军号 | 8门203毫米SK C/34型舰炮 | 80（3.1英寸） | 18,200長噸（18,492公噸） | 3轴，3台齿轮传动涡轮发动机，28節（52每小時；32英里每小時），133,631匹指示馬力（99,649千瓦特）  | 87,855,000帝国马克  | 1935年7月6日   | 1937年2月6日  | 1939年4月29日 | 1945年5月3日自沉，1948年拆解             |
| 布吕歇尔号   | 8门203毫米SK C/34型舰炮 | 80（3.1英寸） | 18,200長噸（18,492公噸） | 3轴，3台齿轮传动涡轮发动机，28節（52每小時；32英里每小時），131,821匹指示馬力（98,299千瓦特）  | 85,860,000帝国马克  | 1936年8月15日  | 1937年6月8日  | 1939年9月20日 | 1940年4月9日沉没                         |
| 欧根亲王号   | 8门203毫米SK C/34型舰炮 | 80（3.1英寸） | 18,750長噸（19,051公噸） | 3轴，3台齿轮传动涡轮发动机，28節（52每小時；32英里每小時），137,500匹指示馬力（102,500千瓦特） | 104,490,000帝国马克 | 1936年4月23日  | 1938年8月22日 | 1940年8月1日  | 1946年12月22日在美国原子弹试验后沉没     |
| 塞得利茨号   | 8门203毫米SK C/34型舰炮 | 80（3.1英寸） | 19,800長噸（20,118公噸） | 3轴，3台齿轮传动涡轮发动机，28節（52每小時；32英里每小時），132,000匹指示馬力（98,000千瓦特）  | 84,000,000帝国马克  | 1936年12月29日 | 1939年1月19日 | ー            | 被割让给苏联，1958年后拆解               |
| 吕佐夫号     | 8门203毫米SK C/34型舰炮 | 80（3.1英寸） | 19,800長噸（20,118公噸） | 3轴，3台齿轮传动涡轮发动机，28節（52每小時；32英里每小時），132,000匹指示馬力（98,000千瓦特）  | 83,590,000帝国马克  | 1937年8月2日   | 1939年7月1日  | ー            | 卖给苏联，在1958年至1959年间或1960年拆解 |

## 脚注

### 引文
1. 1 2 3  世界航空航天博览：Ｂ版 2004 06B，第70頁
2. ↑  现代舰船杂志社，第86頁
3. 1 2 3  朗氏德汉双解大词典，第46頁
4. 1 2 3 4 5 6 7 8 9 10 11 12 13 14 15 16 17 18 19 20 21 22 23 24 25  德国巡洋舰史，第116頁
5. ↑  世界近代战列舰史，第192頁
6. ↑  世界近代战列舰史，第184頁
7. ↑  国际展望 2005 18，第76頁
8. ↑  吕贤臣 2019，第287頁
9. ↑  朱鸿飞 2015，第71頁
10. ↑  世界重巡洋舰全集，第144頁
11. ↑  新华，第393頁
12. ↑  吴世民，第19頁
13. ↑  章骞，第445頁
14. ↑  Gröner，第ix頁
15. ↑  Bidlingmaier，第73頁.
16. ↑  Preston，第117頁.
17. ↑  Bidlingmaier，第75頁.
18. ↑  Gröner，第60–62頁.
19. ↑  Williamson Pocket Battleships，第4頁.
20. ↑  Williamson Pocket Battleships，第14, 24, 40頁.
21. ↑  Bidlingmaier，第93頁.
22. 1 2 3 4 5 6 7  世界航空航天博览：Ｂ版 2004 06B，第72頁
23. ↑  世界航空航天博览：Ｂ版 2004 06B，第73頁
24. ↑  Whitley，第68頁.
25. ↑  Haar，第136–137頁.
26. ↑  Williamson Pocket Battleships，第18頁.
27. ↑  Williamson Pocket Battleships，第19頁.
28. ↑  Hümmelchen，第101頁.
29. 1 2 3 4  Gröner，第62頁.
30. 1 2  Prager，第317–320頁.
31. 1 2 3 4 5 6 7 8 9 10 11 12 13 14 15 16 17 18 19 20 21 22 23 24 25 26  Gröner，第60頁.
32. 1 2 3 4 5 6 7  第三帝国海军综合事典，第111頁
33. 1 2 3  Gardiner & Chesneau，第227頁.
34. 1 2 3 4  世界航空航天博览：Ｂ版 2004 06B，第71頁
35. 1 2 3 4 5 6 7 8 9  第三帝国海军综合事典，第112頁
36. ↑  Garzke & Dulin，第128頁.
37. 1 2 3 4 5 6 7 8 9 10 11 12 13  Gröner，第63頁.
38. ↑  Garzke & Dulin，第351頁.
39. 1 2 3 4  Gröner，第64頁.
40. ↑  Gröner，第63–64頁.
41. ↑  Gardiner & Chesneau，第220頁.
42. ↑  Gröner，第64, 68頁.
43. ↑  Gröner，第65–66頁.
44. 1 2 3 4 5 6 7 8 9  Gröner，第67頁.
45. ↑  舰载武器 2004 08，第45頁
46. ↑  Philbin，第127–128頁.
47. ↑  Gardiner & Chesneau，第328頁.
48. ↑  Williamson Heavy Cruisers，第13, 33頁.
49. ↑  Williamson Heavy Cruisers，第15–16頁.
50. ↑  Williamson Heavy Cruisers，第38–39頁.
51. ↑  国际展望 2004 23，第22頁
52. ↑  Williamson Heavy Cruisers，第17–19頁.
53. ↑  Williamson Heavy Cruisers，第20–21, 41–42頁.
54. ↑  Williamson Heavy Cruisers，第42頁.
55. ↑  Gröner，第66頁.
56. ↑  Gröner，第65頁.
57. 1 2  德国巡洋舰史，第118頁
58. ↑  德国巡洋舰史，第117頁
59. ↑  第三帝国海军综合事典，第117頁
60. ↑  Williamson Heavy Cruisers，第12頁.
61. 1 2 3 4 5 6  国际展望 2002 17，第78頁
62. 1 2 3 4 5 6 7 8 9  第三帝国海军综合事典，第118頁
63. ↑  Williamson Heavy Cruisers，第22頁.
64. ↑  Williamson Heavy Cruisers，第37頁.
65. 1 2  Williamson Heavy Cruisers，第42–43頁.